# Urbaum der Apfelsorte Jakob Fischer
Der Urbaum der Apfelsorte Jakob Fischer war der hochstämmige Ursprungsbaum, den Jakob Fischer im Jahre 1903 entdeckte und in seinen Garten verpflanzte. Der Baum ist auf der Liste der Naturdenkmale des Landkreises Biberach als Naturdenkmal (ND) 38.1 auf dem Flurstück mit der Nummer 74/1 in der Paradiesstraße innerhalb der Gemarkung Rottum, Wohnplatz Niklas, einem Teilort der Gemeinde Steinhausen an der Rottum in Oberschwaben vermerkt.

## Geschichte
Im Jahre 1903 entdeckte der Landwirt Jakob Fischer durch Zufall in unmittelbarer Nähe seines Anwesens am Waldrand ein kleines Apfelbäumchen, das er ausgrub und in seinen Garten verpflanzte. Aus diesem Wildling wurde ein Baum, der schon 1912 große, flachkugelige und unregelmäßig geformte Früchte trug. Im Jahre 2010 hatte der pyramidenförmige hochstämmige Baum einen Stammumfang von rund 1,75 und eine Höhe von ca. 13 Metern. Er stand auf einer zugigen Hochfläche zwischen Mittelbuch und Rottum, genannt Einöde.
Der Urbaum ist im Jahre 2020 abgestorben und wurde im Februar 2021 gelegt. Der Künstler Bernhard Schmid wurde damit beauftragt, aus dem Stamm eine Skulptur zu erstellen. Zwei Skulpturen fanden im Rathaus der Gemeinde Steinhausen Rottum ihre Heimat und können dort besichtigt werden.
Die Früchte sind als Tafelobst sowie als Haushaltsäpfel zum Einmachen, Backen, Entsaften und für Kompott geeignet. Anfang bis Mitte September sind sie pflück- und sofort genussreif und neigen zu Fruchtfall. Sie sollten schnell verbraucht werden, da sie nur etwa vier Wochen haltbar sind. Für den modernen Erwerbsbau hat sich die Sorte aufgrund dieser Eigenschaften als ungeeignet erwiesen. Bäume der Sorte Jakob Fischer, auch Schöner vom Oberland genannt, zeichnen sich durch einen starken Wuchs und eine breite Krone aus; sie sind frosthart und widerstandsfähig und eignen sich daher auch für den Streuobstanbau und als Unterlage für die Veredelung von Hochstämmen.
Eine professionelle Vermarktung in Baden-Württemberg erfolgt neben Wochenmärkten und Bauernhofläden im Einzelhandel im Zollernalbkreis durch etwa 30 Betriebe.
Jakob Fischer konnte aus seiner Entdeckung keinen großen Gewinn erzielen, aber durch die Apfelsorte wurde sein Name bekannt. In Rottum gibt es ein alljährliches Jakob-Fischer-Fest. Im Jahre 2012 wurde zu Ehren Jakob Fischers der Platz vor der Mehrzweckhalle Steinhausen in Jakob-Fischer-Platz benannt und eine Gedenktafel enthüllt.

## Klone aus Zellkultur
Als sich abzeichnete, dass der Urbaum nicht mehr lange leben würde, wurden Blattknospen in ein Labor gegeben, deren Zellen in Zellkultur vermehrt und schließlich aus diesen Zellen vollständige Jungpflanzen herangezogen. Diese weitgehend genetisch identischen Klone wurden in Rottum wie im Oberschwäbischen Museumsdorf Kürnbach gepflanzt.

## Literatur

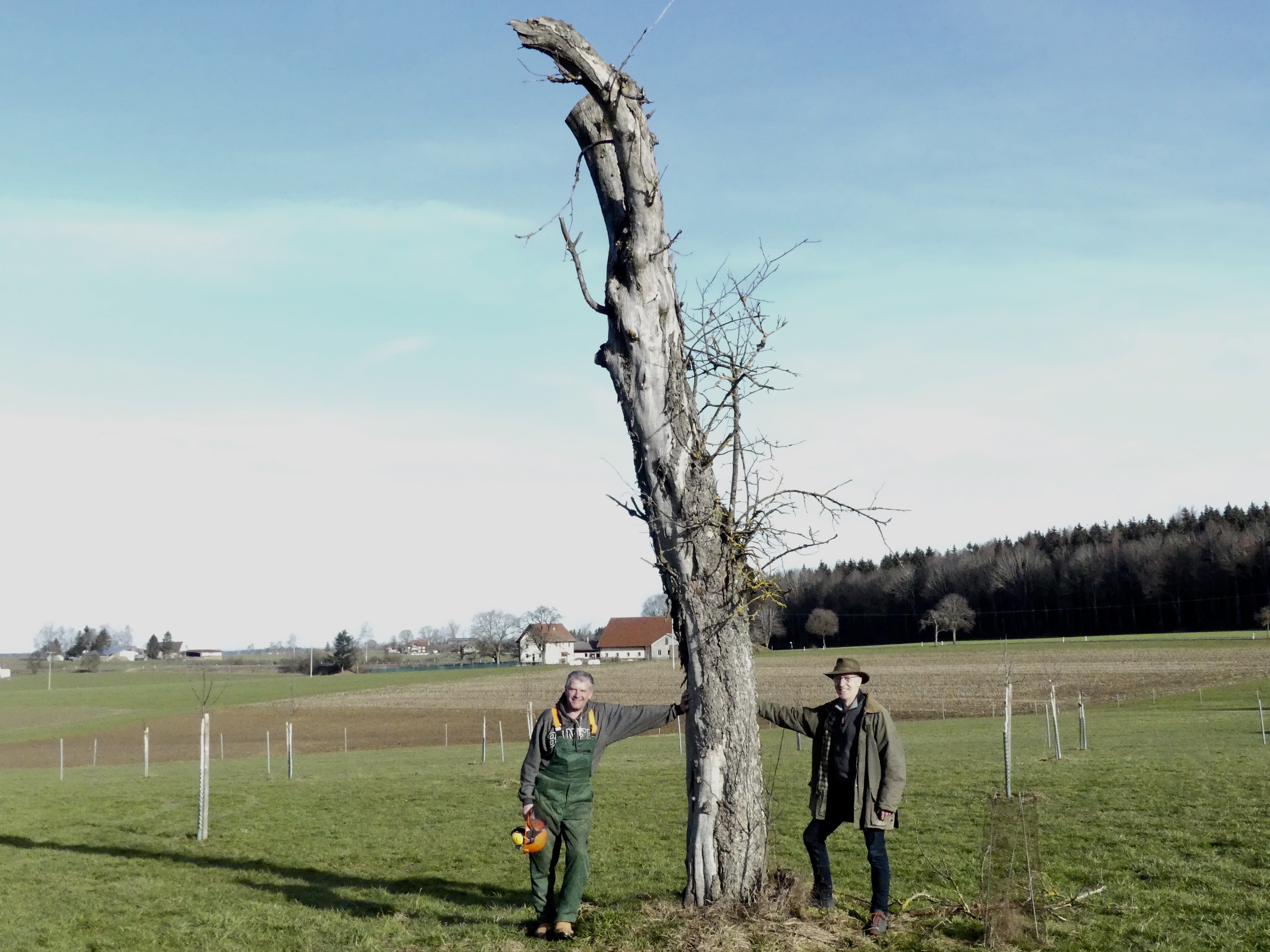
Urbaum kurz vor dem Fällen am 20. Februar 2021, Ralf Gräter und Bernhard Schmid
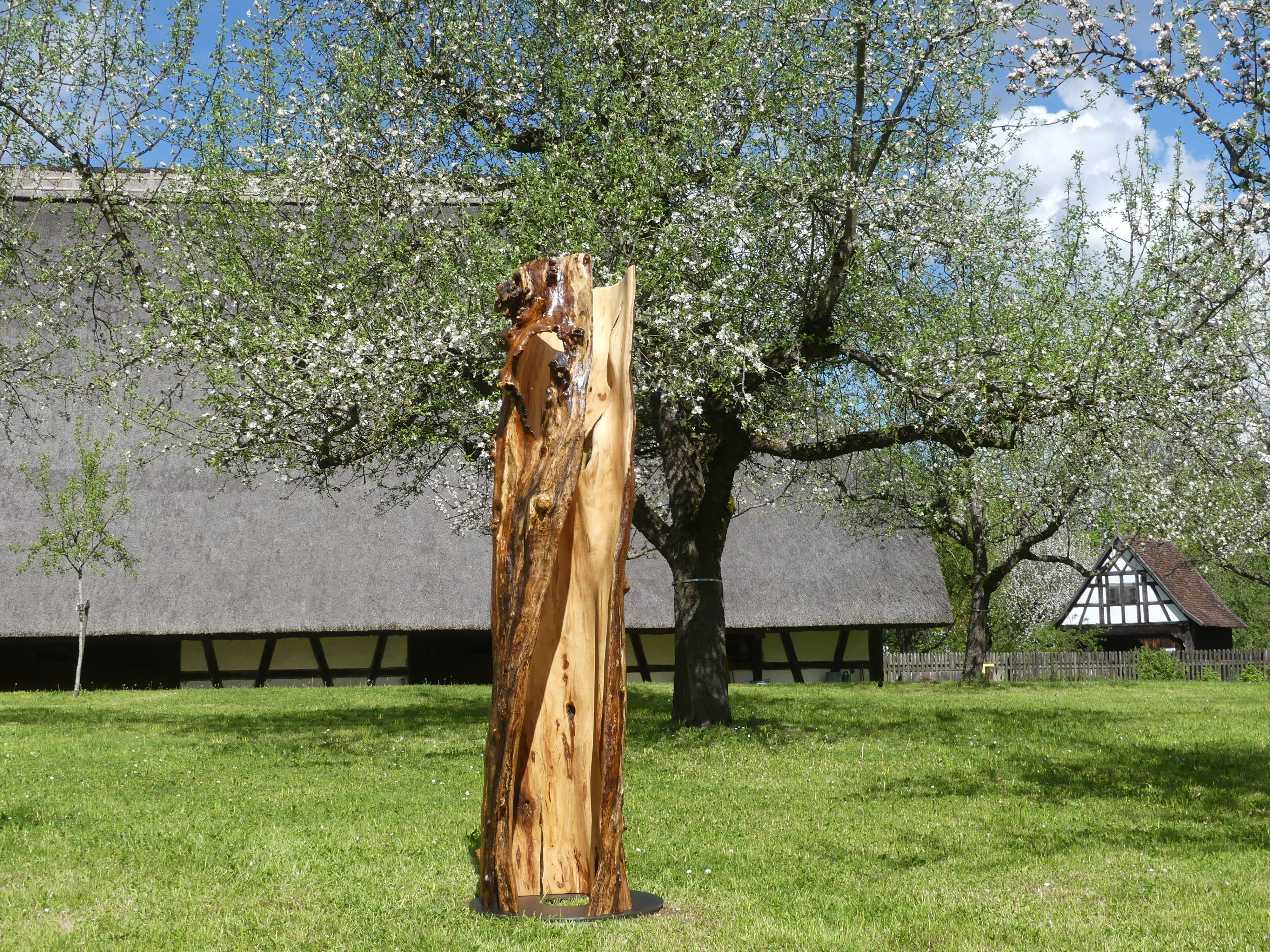
„Stammbaum Aller“ 2021, Erdstamm des Urbaumes Jakob Fischer
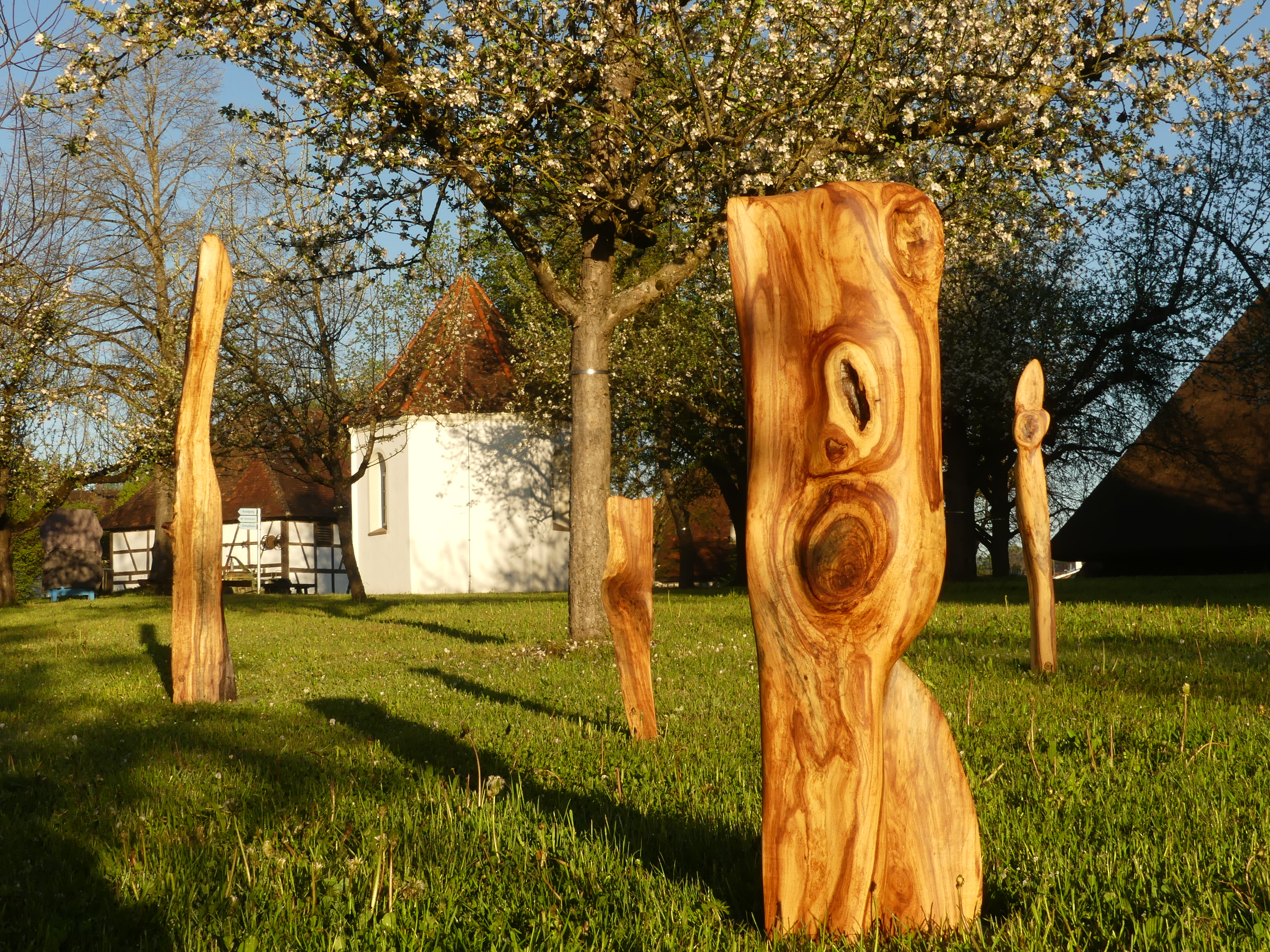
Skulpturen aus dem Jakob Fischer Urbaum, 2021